# Lafayette & Os Tremendões
Lafayette & Os Tremendões foi uma banda de rock brasileira, que apresentava em seu repertório releituras de clássicos da Jovem Guarda e do Iê-Iê-Iê.

## Histórico
O grupo foi formado em 2004 quando Gabriel Thomaz foi a uma apresentação de Lafayette em um shopping center e decidiu convidá-lo para os ensaios de seu projeto Os Tremendões. Lafayette não só foi ao ensaio como passou a fazer parte do grupo que, em sua homenagem, passou a se chamar Lafayette & Os Tremendões.
Em 2007, o grupo fez uma participação num episódio da A Grande Família, interpretando a canção "Mexerico da Candinha", de Roberto Carlos.
Lançou seu primeiro e único CD em 2009, com covers das músicas mais pedidas de seus shows.
Lafayette morreu em 31 de março de 2021, vítima de pneumonia.

## Integrantes
- Lafayette - teclado
- Érika Martins - vocais
- Gabriel Thomaz - guitarra e vocais
- Nervoso - guitarra e vocais
- Renato Martins - guitarra
- Melvin Fleming - baixo
- Vinícius "Kaka" - bateria

## Discografia
- 2009 - As 15 Super Quentes de Lafayette & os Tremendões